# Яніна Дзярновська

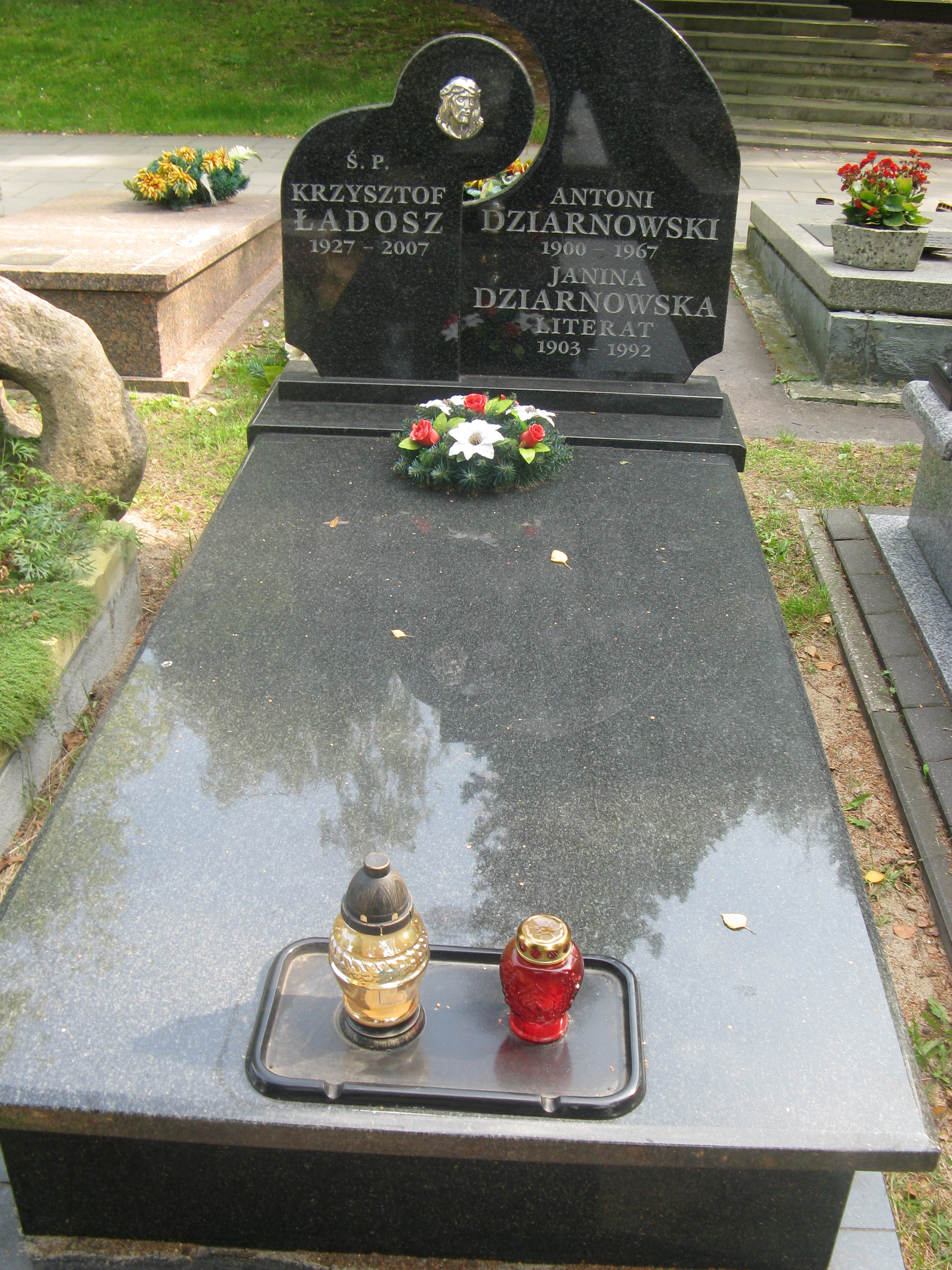
Могила Яніни Дзярновської на військовому кладовищі Повонзки у Варшаві

Яніна Дзярновська (пол. Janina Dziarnowska; нар. 13 листопада 1903, Макіївка Донеччина, пом. 22 грудня 1992, Варшава) — польська письменниця і перекладачка, репортер, публіцист, радянський літературознавець.

## Біографія
Відомо, що її батька звали Казимиром. У 1918 році вона повернулася до Польщі й почала навчання в Педагогічному інституті Вільного польського університету. У 1921 році вона почала вчителювати, і, бувши учасницею Варшавського житлового кооперативу в Жолібожі, активно займалася громадською діяльністю, організовуючи позашкільне життя молоді. У 1936 році стала членом Польської комуністичної партії. Під час окупації вона залишилася у Варшаві, організовувала нелегальну освіту для молоді та допомагала сім'ям арештованих німцями. Пізніше цей період свого життя вона описала в «Романі про Анну». Після війни вона брала участь в освоєнні відновлених територій, що своєю чергою знайшло відображення в романі «Місто нових людей».
Була членом Польської робітничої партії, а з 1948 року — Польської об'єднаної робітничої партії.
Померла у Варшаві, похована на військовому кладовищі Повонзкі (секція D6-2-12).

## Вибрані видання (романи)
- Роман про Анну / Powieść o Annie (1950),
- Ми з Нової Гути / Jesteśmy z Nowej Huty (1951),
- Місто нових людей / Miasto nowych ludzi (1954),
- Коли ще інші — діти / Gdy inni dziećmi są (1960),
- Коли сходить лавина / Gdy spada lawina (1987),
- Слово про Бруно Ясенського / Słowo o Brunonie Jasieńskim (1978).

### Перекладачка
- «Товарищи по оружию» / «Towarzysze broni», Костянтин Симонов, польський переклад — 1956.
- «Поражение» / «Biały stożek Ałaidu», Аркадій та Борис Стругацькі (польський переклад — 1961)
- «Шесть спичек» / «Sześć zapałek», Аркадій та Борис Стругацькі (польський переклад — 1961)
- «Спонтанный рефлекс» / «Odruch samorzutny», Аркадій та Борис Стругацькі (польський переклад — 1961)
- «Смерть» / «Zgon», Володимир Тєндряков, польський переклад — 1969.

## Переклади на українську
- Дзярновська Яніна. Коли ще інші - діти. — К. : Веселка, 1966. — 332 с. (пер. з пол. О.Стаєцького.)

## Ордени та нагороди
- Орден Трудового Прапора 2-го ступеня (1974)[5]
- Лицарський хрест Ордена Відродження Польщі (11 липня 1955)[6]
- Медаль 10-річчя ПНР (19.01.1955)[7]

## Виноски
1. 1 2  Deutsche Nationalbibliothek Record #1089433190 // Gemeinsame Normdatei — 2012—2016.
2. ↑  Nekrologi warszawskie — baza nekrologów
3. ↑  Kto jest kim w Polsce 1984. Wyd. 1. Warszawa: Wydawnictwo Interpress, 1984, s. 189. ISBN 8322320736.
4. ↑  Wyszukiwarka cmentarna — warszawskie cmentarze
5. ↑  Odznaczenia dla wybitnych twórców i działaczy kultury. Dziennik Polski. Nr 175 (9456): 2. 26 lipca 1974. {{cite journal}}: |volume= має зайвий текст (довідка)
6. ↑  M.P. z 1955 r. nr 91, poz. 1144 «w 10 rocznicę Polski Ludowej za zasługi w dziedzinie kultury i sztuki».
7. ↑  M.P. z 1955 r. nr 101, poz. 1400 — Uchwała Rady Państwa z dnia 19 stycznia 1955 r. nr 0/196 — na wniosek Ministra Kultury i Sztuki.